# Zentrum für Kunststofftechnik

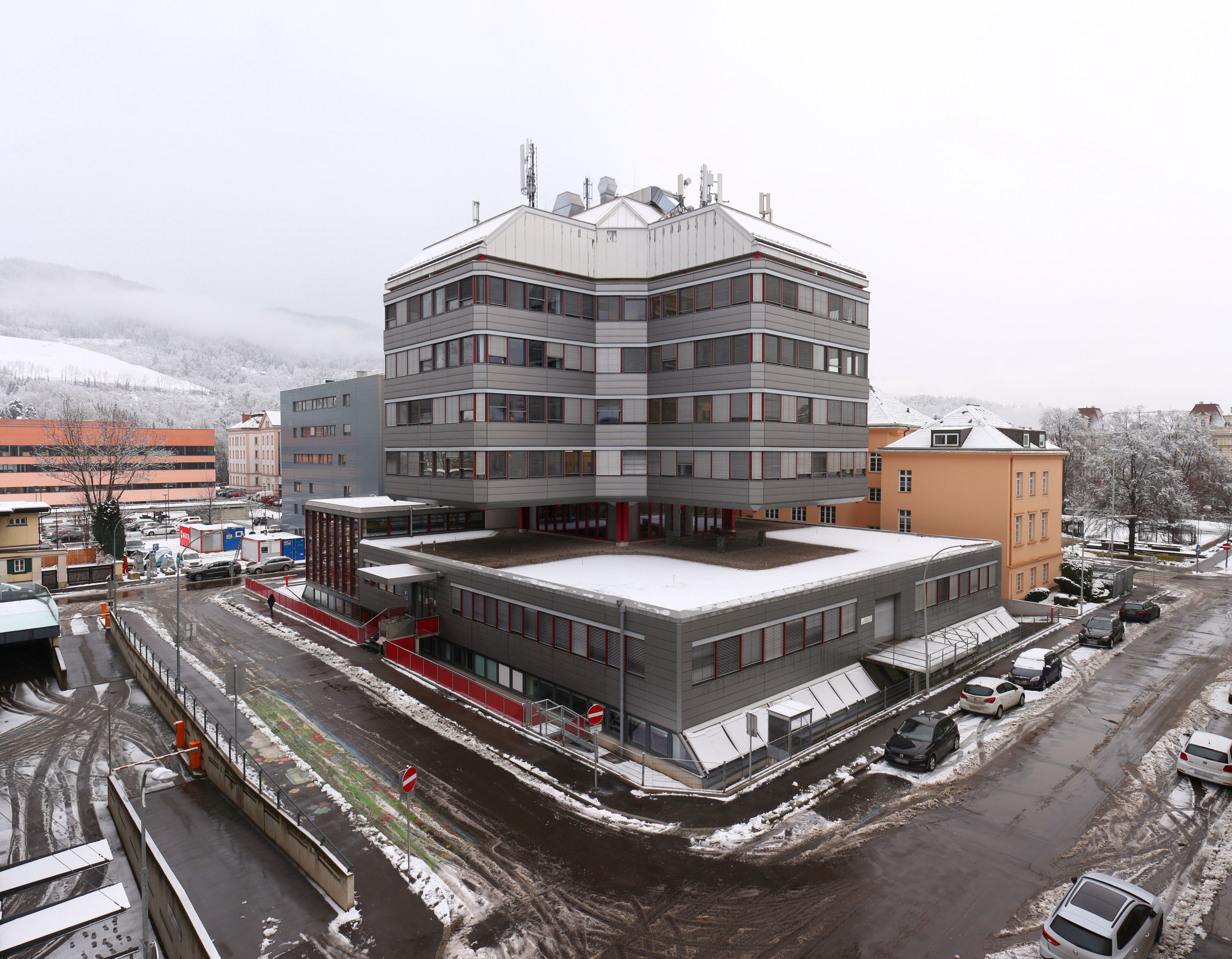
Südwestseite des ZKT, 2022

Das Zentrum für Kunststofftechnik (ZKT; früher Forschungs- und Rechenzentrum der ÖAMG (FRZ) oder inoffiziell Rostschwammerl) ist ein Gebäude in der Otto-Glöckel-Straße 2, Leoben. Es beherbergt mit Stand 2022 die fünf Lehrstühle des Departments Kunststofftechnik der Montanuniversität Leoben.
Es steht gemeinsam mit dem Gebäude an der Peter-Tunner-Straße 15 (ehemaliges Verwaltungsgebäude), mit dem es verbunden ist, unter Denkmalschutz (Listeneintrag).

## Architektur
Die oberen Geschoße des strukturalistischen Baus zweigen in vier um 90° versetzten Flügeln von einem zentralen Kern ab und sind am Dachgeschoß hängend gelagert, wodurch ein schwebender Eindruck entsteht.

## Geschichte

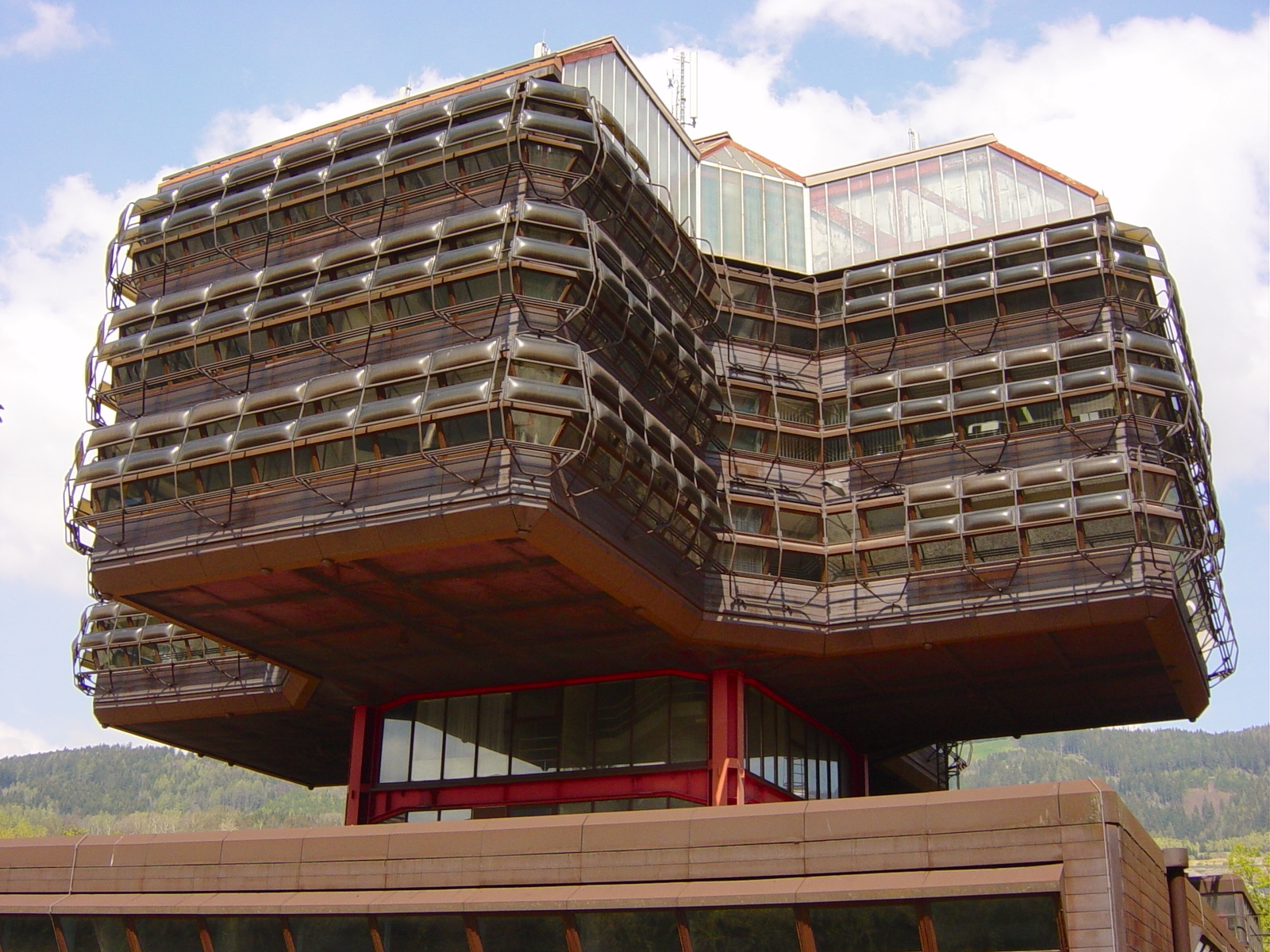
Forschungs- und Rechenzentrum der ÖAMG (2004)

### Forschungs- und Rechenzentrum der ÖAMG
Das heutige ZKT entstand zwischen 1969 und 1974 nach den Plänen der Architekten Günther Domenig und Eilfried Huth. Der Zubau zur „Residenz“ aus den 1920er Jahren, dem technischen Hauptquartier der Österreichisch-Alpine Montangesellschaft, diente dem Stahlkonzern als neues Forschungs- und Rechenzentrum und erhielt wegen seiner Fassade aus Cortenstahl rasch den inoffiziellen Namen „Rostschwammerl“.
Das FRZ war rundum mit drehbaren Jalousien ausgestattet, was auch die Sicht nach außen einschränkte. Das für inflationsbereinigt rund 18,7 Millionen Euro errichtete Gebäude bot zusammen mit der Residenz anfangs 7250 m² nutzbare Fläche. Ein Modell des damaligen FRZ wurde im Museum of Modern Art ausgestellt. 1974 erhielt das Bauwerk den Preis der europäischen Stahlkonvention.

### Übergang an die Montanuniversität Leoben

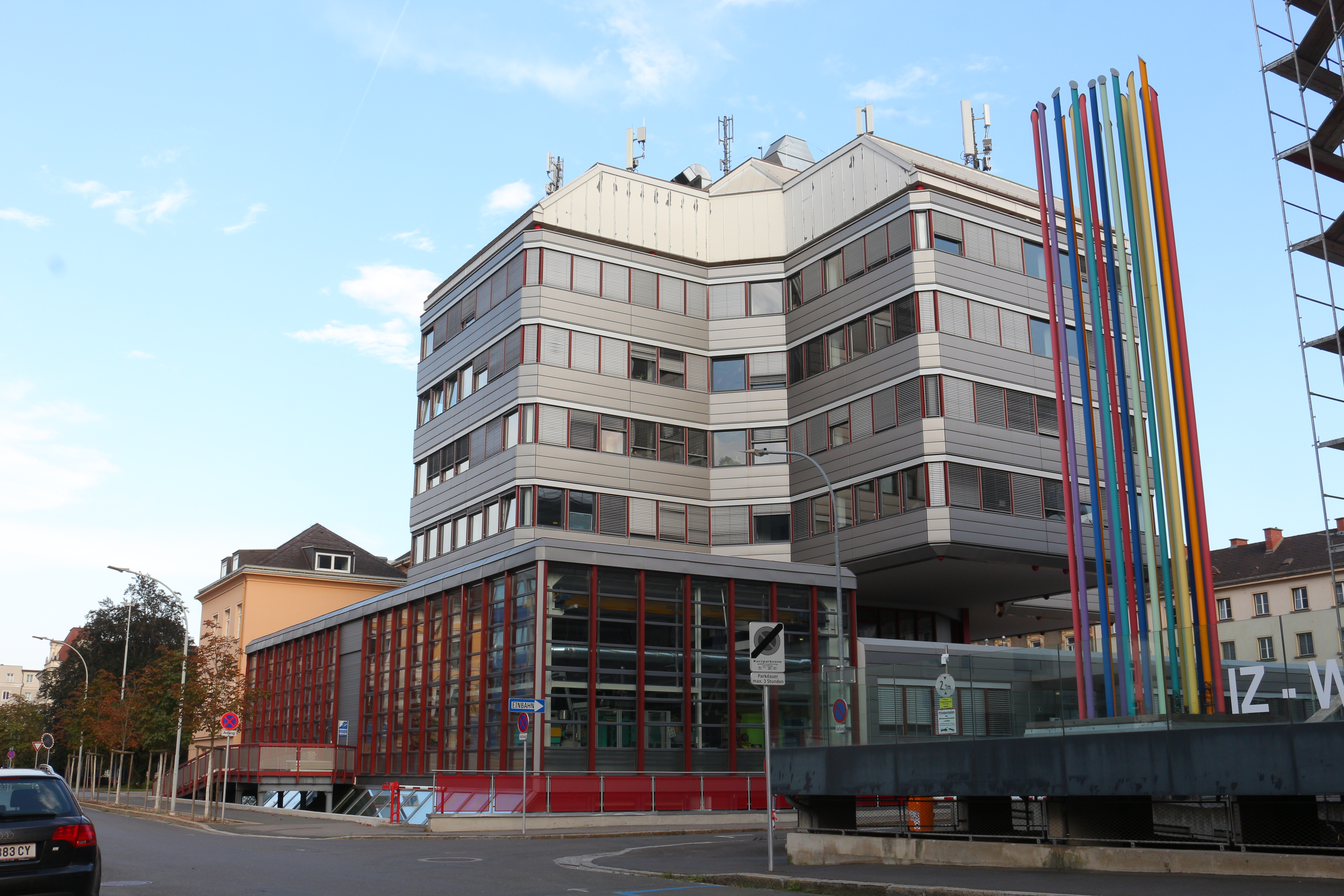
Nordwestansicht mit Spritzgusshalle (2022)

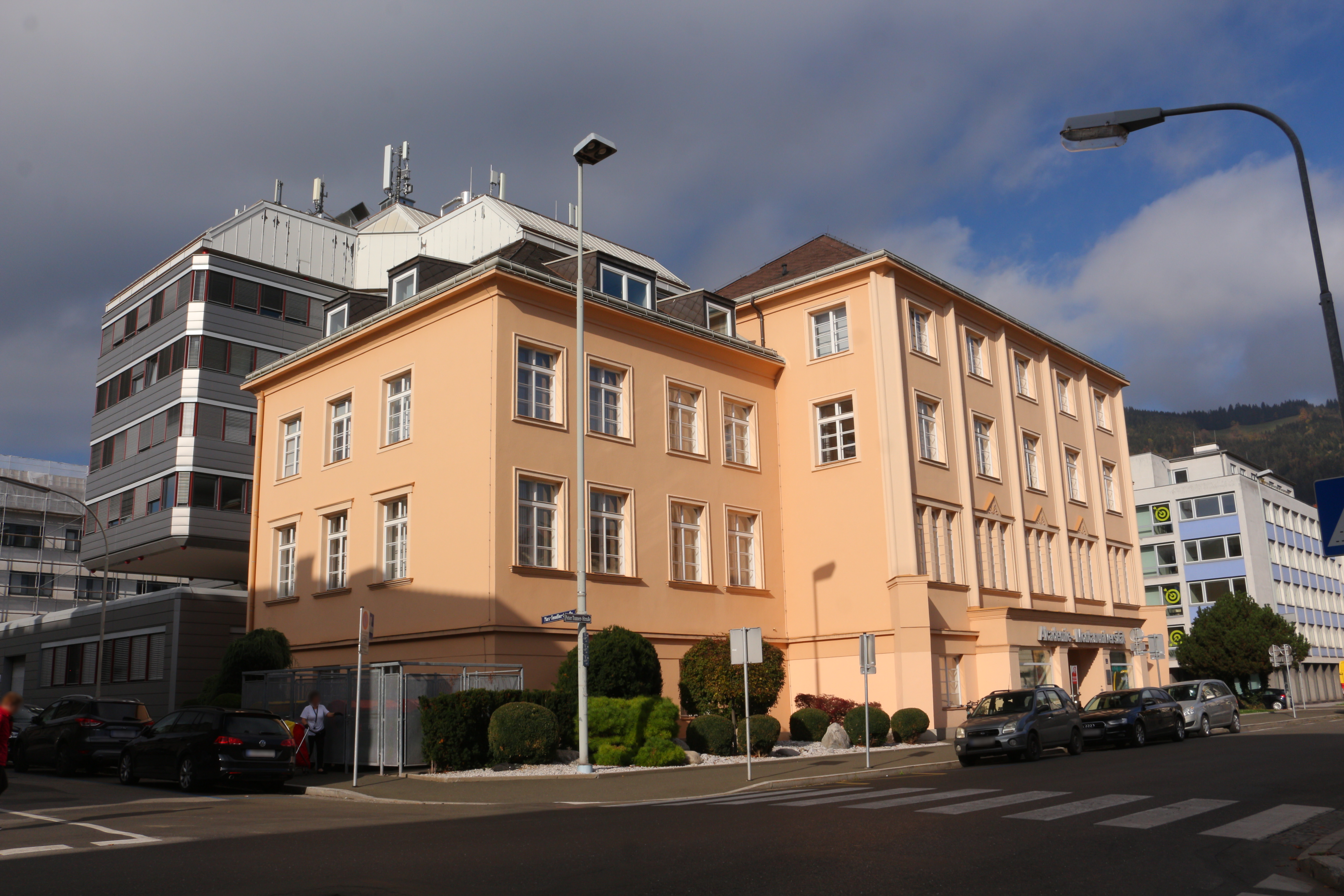
Früher Residenz, heute Akademie der Montanuniversität. Links hinten das ZKT.

Nach der Fusion der ÖAMG mit der VOEST-Linz zur VOEST-ALPINE AG im Jahre 1973 wurde das FRZ Ende der 1980er teilweise an die Montanuniversität und an kleine Unternehmen vermietet.
Angesichts des akuten Platzmangels des damals wachsenden Departments Kunststofftechnik der Montanuniversität wurden 2008 Pläne zur Umsiedelung der Kunststofftechnik in die Otto Glöckel-Straße 2 präsentiert. In Absprache mit dem Bundesdenkmalamt und dem Architekten Eilfried Huth wurde die namensgebende Fassade des Rostschwammerls mit grauen Aluminiumplatten verkleidet, dazwischen rote Akzente. Unterhalb der bestehenden Obergeschoße wurde ein weiteres Geschoß gleichen Grundrisses hinzugefügt. Am 27. April 2010 wurde das renovierte FRZ als Zentrum für Kunststofftechnik neueröffnet.

## Heutige Nutzung
Raumnutzung nach Lehrstühlen (2020)
Seit der Sanierung stellt allein das ZKT exklusive Residenz (heute Akademie der Montanuniversität) 7220 m² zur Verfügung.
| Lehrstuhl                                        | Gesamtfläche in m² |
| ------------------------------------------------ | ------------------ |
| Chemie der Kunststoffe (CK)                      | 759                |
| Kunststoffverarbeitung (KV)                      | 1142               |
| Werkstoffkunde und Prüfung der Kunststoffe (WPK) | 1277               |
| Konstruieren in Kunst- und Verbundstoffen (KKV)  | 128                |
| Spritzgießen von Kunststoffen (SK)               | 465                |
| Verarbeitung von Verbundwerkstoffen (VV)         | 847                |